# Маковская, Лилла Константиновна
Ли́лла Константи́новна Мако́вская (29 июля 1928, Москва — 20 октября 2012) — советский и российский историк, архивист, специалист в области огнестрельного оружия XIV—XIX веков, Заслуженный работник культуры Российской Федерации (1985), старший научный сотрудник и заведующая архивом Военно-исторического музея артиллерии, инженерных войск и войск связи.

## Биография
Родилась 29 июля 1928 года в Москве. Ее отец — Константин Ефимович Леонтьевский, специалист по маслобойному производству, доктор технических наук; прошел путь от ученика мыловара на заводах Нижегородского жирового треста до главного инженера и начальника технического отдела Главного управления масложировой промышленности Министерства пищевой промышленности СССР.  Мать — Раиса Абрамовна Подобрянская родилась в Новозыбкове, закончила техникум жировой промышленности, училась в Институте жиров в Ленинграде. 
Училась в школе № 601 Тимирязевского района. С началом Великой Отечественной войны вместе с матерью и младшей сестрой Полиной была эвакуирована в Казань, вступила в комсомол, работала в госпитале. В марте 1943 года семья вернулась в Москву.
После войны поступила на исторический факультет МГУ, но проучилась там только год, после чего переехала в Ленинград в связи с переводом туда на работу её отца. Лилла перевелась на исторический факультет ЛГУ.
В 1952 году, по окончании университета, поступила на работу в Артиллерийский исторический музей, где работала до последних дней своей жизни.  В 1957 году она стала научным сотрудником, а в 1971 году — старшим научным сотрудником.
С 1976 по 2005 год Лилла Константиновна возглавляла архив Военно-исторического музея артиллерии.
До последних дней своей жизни Л.К. Маковская занималась научной работой. Она была универсальным исследователем, сочетавшим глубочайшее знание истории и источниковедения с обширными техническими познаниями в области оружия и военной техники. Ее методические разработки, опубликованные исторические документы легли в основу работ многих отечественных исследователей. Также она часто была научным консультантом при съемках документальных фильмов по военной истории, истории вооружения и военной техники.
Похоронена в Санкт-Петербурге на Киновеевском кладбище.

## Исследовательская деятельность
Одной из первых крупных работ Л.Маковской стал «Каталог материальной части отечественной артиллерии» (1961), в котором она написала раздел, посвященный артиллерии XIV–XVIII вв.
В своем определителе «Ручное огнестрельное оружие русской армии конца XIV—XVIII в.» она предприняла первую попытку систематически описать историю ручного огнестрельного оружия русской армии с момента его появления до конца XVIII века. В книге сделана попытка анализа оружия как исторического источника. 
Работа Л. К. Маковской «Исследование и описание образцов ручного огнестрельного оружия русской армии конца XIV-первой половины XIX веков» была рекомендована Министерством культуры РФ в качестве методическоего пособия для музеев страны. 
При участии Маковской также издан краткий справочник по архиву ВИМАИВиВС, начато планомерное изучение истории Военно-исторического музея артиллерии, инженерных войск и войск связи.  Лилла Константиновна добилась, чтобы было воздано должное выдающемуся отечественному военному историку, археологу, фактическому создателю Артиллерийского музея в современном понимании этого слова — Н.Е. Бранденбургу. Стали регулярно проводиться «Бранденбурговские чтения», была издана часть его эпистолярного наследия, приведена в порядок могила на Никольском кладбище Александро-Невской лавры, установлена памятная доска на здании  музея.

## Музейная деятельность
Л.К. Маковская — автор многих экспозиций музея артиллерии; участвовала в написании путеводителя по музею, составлении альбома «Военно-исторический музей артиллерии, инженерных войск и войск связи. История и коллекции».
Основатель Международной конференции «Война и оружие», регулярно проходящей в Военно-историческом музее артиллерии, инженерных войск и войск связи.

### Основные проекты и выставки
- Зал «История отечественной артиллерии феодального периода» (1958 год).
- Макет «Артиллерия в Бородинском сражении: Вторая атака французов на батарею Раевского» (1962 г.).
- Макеты боевых ракет и пусковых станков систем К.И.Константинова, А.Д.Засядко, А.И.Картмазова
- Выставка «Русско-турецкая война 1877—1878 гг.» к 90-летию освобождения Болгарии от османского ига.
- Выставка «Артиллерийский исторический музей. Первые полвека в Кронверке (1868—1917 гг.)» была открыта в 2008 году.
- Альбом «Военно-исторический музей артиллерии, инженерных войск и войск связи: История и коллекции»
- Международная ежегодная научно-практическая конференция «Война и оружие. Новые исследования и материалы».

### Статьи
- Некоторые новые сведения о возникновении стандартизации в отечественном производстве // Стандарты и качество. — 1977. — № 2.
- «Для увековечения славы победоносного оружия Красной Армии…» // Военно-исторический журнал. — 2006. — № 5. — С. 36—39. — ISSN 0321-0626.
- Архивные документы о кадетских корпусах в фондах ВИМАИВиВС // Бомбардир  / РАРАН. — 1995. — № 1. — С. 66—69.
- Императорское русское военно&историческое общество: к истории создания // Там же. — 1999. — С. 71—75.
- Автографы Н.К. Рериха в документальном фонде ВИМАИВиВС // Там же. — С. 76—78.
- Артиллерийский исторический музей в годы Великой Отечественной войны 1941-1945 годов // Военно-исторический музей артиллерии, инженерных войск и войск связи.